# Ельзендорф
Ельзендорф (нім. Elsendorf) — громада в Німеччині, знаходиться в землі Баварія. Підпорядковується адміністративному округу Нижня Баварія. Входить до складу району Кельгайм. Складова частина об'єднання громад Майнбург.
Площа — 32,66 км2. Населення становить 2167 ос. (станом на 31 грудня 2020).